# Crestview Hills
Crestview Hills är en ort i Kenton County, Kentucky, USA. År 2000 hade orten 2 889 invånare. Den har enligt United States Census Bureau en area på 5 km², däribland återfinns inte några större vattenytor.